# Djanali Akperov
Djanali Akperov (en azéri : Canəli Xanəli oğlu Əkbərov ; né le 10 mars 1940 à Tukavila, région de Lankaran et mort le 22 octobre 2021 à Bakou) est un khanende (chanteur de mughams), Artiste du peuple d'Azerbaïdjan (1992), Professeur (2008).

## Formation
Il apprend l'art du mugham de son père et étudie à l'école de mugham sous l'Orchestre philharmonique d'État d'Azerbaïdjan. Il est l'élève de Seyid Chouchinski en 1963-1964 et de Khan Chouchinsky en 1969-1972. Il est diplômé de l'école nationale de musique d'Azerbaïdjan en 1982.

## Activité artistique
Djanali Akperov est admis comme soliste à l'Orchestre philharmonique d'État d'Azerbaïdjan en 1965 et au Théâtre d'opéra et de ballet d'État d'Azerbaïdjan en 1976.
Un nombre de personnages d'opéras mugham sont joués par lui sur la scène du théâtre: Madjnun et Ibn-Salam (U. Hajibeyov Leyli et Majnun), Chah Ismayil (M. Magomayev Chah Ismayill), Achiq Garib (Z. Hajibeyov Achiq Garib). Djanali Akbarov fait le tour de nombreux pays: Allemagne, Mali, Autriche et d'autres.
Djanali Akbarov forme une génération de jeunes chanteurs, travaille comme chef du département de Mugham à l'Université d'État de la Culture et des Arts d'Azerbaïdjan.

## Récompenses et prix
- Titre honorifique Artiste du peuple de la République d'Azerbaïdjan (18 novembre 1992)
- Titre honorifique Artiste honoré de la RSS d'Azerbaïdjan (17 mai 1989)
- Ordre d'Honneur (4 mars 2010)
- Ordre de la Gloire (9 mars 2000)
- Ordre du Travail 1ère classe (9 mars 2020)
- Médaille Artiste (Syndicat azerbaïdjanais des travailleurs du théâtre) 10 mars 2015